# Niederorschel

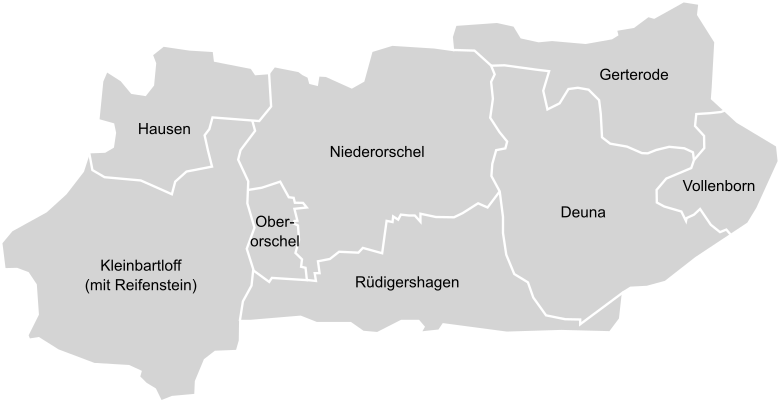
Ortsteile von Niederorschel

Niederorschel ist eine Gemeinde im thüringischen Landkreis Eichsfeld.

## Geografie
Die Gemeinde liegt im nordwestlichen Teil Thüringens, rund fünf Kilometer östlich von Leinefelde im Eichsfelder Kessel zwischen Ohmgebirge und Dün. Zur Gemeinde gehören die Ortsteile Deuna, Gerterode, Hausen, Kleinbartloff, Niederorschel, Oberorschel, Reifenstein, Rüdigershagen und Vollenborn. Nachbargemeinden sind Gernrode und Breitenworbis im Norden, Sollstedt (Landkreis Nordhausen) in Osten, Helbedündorf (Kyffhäuserkreis) im Südosten, Unstruttal (Unstrut-Hainich-Kreis) und Dingelstädt im Süden sowie Leinefelde-Worbis im Westen.
Durch Niederorschel fließt die Ohne, die kurz hinter der Ortslage in die Wipper mündet. Innerhalb der Gemarkung münden kleinere Bäche in die Ohne, unter anderem der Ahlenbach und der Schwarzburger Laubach. In der hügeligen Landschaft des Eichsfelder Kessels sind die höchsten Erhebungen der Gemeinde der Galgenberg (330,3 m), der Lewedesberg (331,5 m) und der Rote Berg (bis 355 m), an der Schichtstufe des Dün werden Höhen bis etwa 450 bis 500 Meter erreicht. Die Landschaft um Niederorschel wird überwiegend landwirtschaftlich genutzt, nur südlich der Ortsteile Rüdigershagen und Kleinbartloff am Nordhang des Dün bestehen größere Waldflächen.

## Geschichte
Der Ort Niederorschel wurde erstmals 1221 in einer Schenkungsurkunde des Klosters Beuren als Asla erwähnt. Der Name lässt darauf schließen, dass Niederorschel zu den ältesten Dörfern im Eichsfeld gehört und bereits im 5. bis 6. Jahrhundert gegründet wurde. Der Ort war 1525 Ausgangspunkt des Bauernaufstands im Eichsfeld.
Bis zur Säkularisation gehörte Niederorschel zu Kurmainz, von 1816 bis 1945 war er Teil des Landkreises Heiligenstadt in der preußischen Provinz Sachsen. 1847 erhielt der Ort Marktrechte.
Während des Zweiten Weltkrieges mussten ab 1940 mehr als 250 Kriegsgefangene, Frauen und Männer aus Polen, der Ukraine, Frankreich, Großbritannien, Kanada und Italien, in der Mechanischen Weberei, im Sperrholzwerk Hermann Becher Gernrode, auf dem Rittergut Oberorschel, bei der Fa. Backhaus & Co. und Fa. Josef Dirk in Rüdigershagen Zwangsarbeit verrichten. 1944 wurde in der Mechanischen Weberei das Außenkommando Niederorschel des KZ Buchenwald eingerichtet, in dem mehr als 600 Häftlinge unter unmenschlichen Bedingungen eingesetzt wurden. Fast alle wurden 1945 auf einen Todesmarsch geschickt. Durch den Einsatz des politischen Gefangenen Otto Herrmann, der als Kapo des Lagers im Auftrag des illegalen Lagerkomitees für eine Verbesserung der Haftbedingungen sorgte, kamen vergleichsweise wenig Insassen zu Tode. Ein Gedenkstein in der Bahnhofstraße erinnert seit 1965 an sie. Seit 2002 ist eine Tafel mit den Namen von 19 umgekommenen Häftlingen angebracht.
Am 10. April 1945 wurde der Ort kampflos von der US Army besetzt. Anfang Juli 1945 kam er zur Sowjetischen Besatzungszone (SBZ) und war ab 1949 Teil der DDR. Hier gehörte er seit 1952 zum Kreis Worbis im Bezirk Erfurt, der 1990 im Land Thüringen aufging.
Am 1. Januar 1996 wurde Rüdigershagen eingemeindet, zum 1. Januar 2019 Deuna, Gerterode, Hausen und Kleinbartloff. Niederorschel war bis zu deren Auflösung am 1. Januar 2019 Sitz der Verwaltungsgemeinschaft Eichsfelder Kessel.

### Adelsgeschlecht von Asla
In Niederorschel war das nach dem Ort Asla (oder auch Orschel) benannte eichsfeldisch-thüringische Adelsgeschlecht sesshaft. Erstmals wurde 1225 mit Hermann von Asla ein Adliger genannt. Ob sie dort einen befestigten Herrensitz oder eine Burg besaßen, ist nicht bekannt. Im 15. Jahrhundert ist die Adelsfamilie erloschen. Das Wappen zeigt eine Krähe oder einen Raben. Folgende weitere Vertreter der Familie sind nachgewiesen:
- 1302 Friedrich (von Orschel), Vogt zu Worbis[8] und 1311 mit seinem Bruder Eckard
- 1324 Heinrich von Orschel, in einer Urkunde des Erzbischofs Mathias als Zeuge genannt
- 1339 Eckard in einer Schlotheimer Urkunde
- 1396 Eckard in einer Mühlhäuser Urkunde und eventuell nochmals der gleiche Eckard 1432

Nach Siebmacher gibt es noch eine weitere Familie derer von Asla (II) als Vasallen der Grafen von Hohnstein, deren Wappen zwei gestürzte Angelhaken zeigt. Dieses Wappen hat aber eine deutliche Übereinstimmung mit dem Wappen des im benachbarten Rüdigershagen sesshaften Adelsgeschlecht von Hagen. Dieses Geschlecht soll Anfang des 15. Jahrhunderts erloschen sein. Als Vertreter werden hier genannt:
- 1279 bis 1292 Gottfried
- 1285 Dietrich
- 1340 Knappe Tiliko
- 1356 bis 1378 die Brüder Tizelo (evtl. der oben genannte), Dietrich, Heinrich und Hugo auf Vockkstedt
- 1365 Heinrich als Schwarzburgischer Vasall

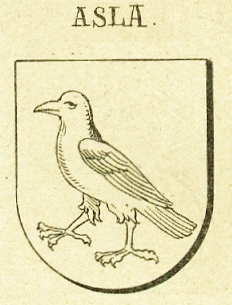
Das Wappen derer von Asla …
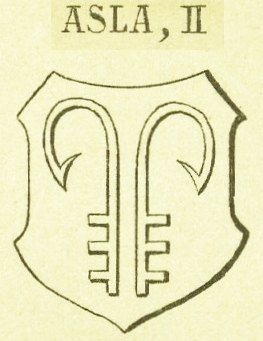
… und derer von Asla II

### Einwohnerentwicklung
Entwicklung der Einwohnerzahl (31. Dezember):
| - 1994: 2.867 - 1995: 2.877 - 1996: 3.562 - 1997: 3.574 - 1998: 3.569 - 1999: 3.575 | - 2000: 3.594 - 2001: 3.573 - 2002: 3.534 - 2003: 3.494 - 2004: 3.469 - 2005: 3.438 | - 2006: 3.384 - 2007: 3.367 - 2008: 3.338 - 2009: 3.274 - 2010: 3.258 - 2011: 3.114 | - 2012: 3.095 - 2013: 3.086 - 2014: 3.073 - 2015: 3.095 - 2016: 3.082 - 2017: 3.126 | - 2018: 3.066 - 2019: 5.380* - 2020: 5.380 - 2021: 5.397 - 2022: 5.489 - 2023: 5.410 | - 2024: 5.357 |

Datenquelle: Thüringer Landesamt für Statistik
* ab 2019: neugebildete Gemeinde Niederorschel

## Politik

### Gemeinderat
Der Gemeinderat von Niederorschel setzt sich aus 20 ehrenamtlichen Gemeinderatsmitgliedern zusammen, die sich seit der Kommunalwahl am 26. Mai 2024 folgendermaßen auf die einzelnen Listen und Parteien verteilen:
| Partei / Liste                 | Sitze | Stimmenanteil |
| Freie Liste                    | 7     | 32,2 %        |
| Bürgerinitiative Niederorschel | 6     | 31,5 %        |
| Allianz der Vereine            | 4     | 17,5 %        |
| AfD                            | 2     | 10,6 %        |
| SPD                            | 1     | 06,7 %        |
| FDP                            | 0     | 01,5 %        |

### Bürgermeister
Seit 2025 ist Mario Jaritz von der Bürgerinitiative Niederorschel (BIN) der hauptamtliche Bürgermeister. Er setzte sich bei der Wahl am 25. Mai 2025 mit 50,6 Prozent der gültigen Stimmen gegen Ingo Michalewski (CDU) durch, der seit 2015 im Amt war. Die Wahlbeteiligung betrug 71,0 Prozent.

### Wappen
Blasonierung: „In Gold ein linksgewendeter roter Greif, die rechte Vorderklaue auf einen von Silber und Schwarz gespaltenen Schild stützend, darin ein rechtsgewendeter Adler in verwechselten Tinkturen.“

### Partnerschaften
Partnerschaftliche Beziehungen bestehen seit 1990 mit den deutschen Gemeinden Nordkirchen im Münsterland und Bestwig im Hochsauerland sowie seit 1997 mit der polnischen Stadt Nowy Dwór Mazowiecki.

## Sehenswürdigkeiten

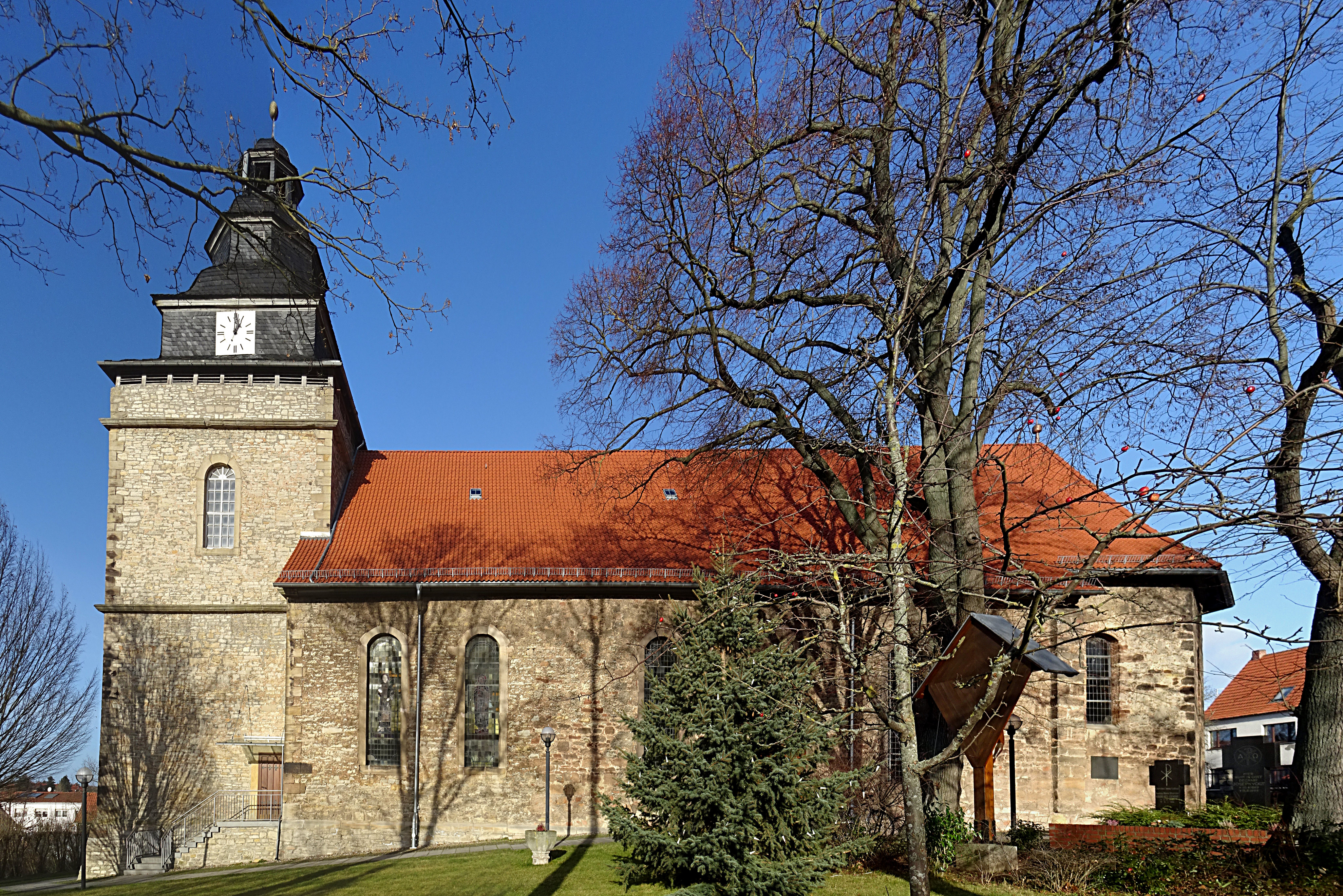
St. Marienkirche in Niederorschel

- Die barocke Pfarrkirche „St. Marien“ wurde 1685 vom italienischen Baumeister Dominico Bennoth erbaut.
- Das katholische Pfarramt „St. Marien“ wurde 1694–1696 im fränkischen Fachwerkstil (Kulturdenkmal) erbaut.
- Das Rathaus wurde 1905 im barockisierenden Fachwerkstil (Kulturdenkmal) errichtet.
- Am Oberen und Unteren Steinweg steht ein Denkmalensemble aus mehreren im Fachwerkstil erbauten Weber- und Gewerbehäusern aus dem 17. und 18. Jahrhundert. Es wurde im Juni 2018 in das Denkmalbuch des Freistaates Thüringen eingetragen.[11]
- Die Heimatstube Niederorschel am Marktplatz 10 zeigt eine ständige Ausstellung „KZ Buchenwald – Außenkommando Niederorschel“; in der Ortslage steht auch ein Mahnmal der Opfer des KZ Buchenwald – Außenkommando Niederorschel.
- Thomas-Müntzer-Gedenkstein
- Der Lindenbestand auf dem Lindenplatz ist als Naturdenkmal ausgewiesen
- Die ehemalige Bergschule mit Gewölbekeller aus dem 15./16. Jahrhundert, erbaut 1844, ist das Geburtshaus des Eichsfeldhistorikers Philipp Knieb. Heute ist das Gebäude Verwaltungssitz der Gemeinde.

## Infrastruktur

### Verkehr
- Haltepunkt (Gernrode-Niederorschel) in Gernrode, an der Bahnstrecke Halle–Hann. Münden.

### Bildung
- Staatliche Regelschule Niederorschel
- Grundschule

## Persönlichkeiten
- Helmut Braun (* 1925 in Niederorschel), Bildhauer
- Josef Hartmann (* 1934), Archivar und Historiker
- Heinrich Maria Waldmann (* 1811 in Niederorschel; † 1896 in Heiligenstadt), katholischer Priester, Lehrer, Heimatforscher und Politiker.